# Плебеи
Плебе́и  (лат. plebejus; плебс, лат. plebs — «простой народ») — в Древнем Риме римские граждане (в отличие от перегринов и рабов), не принадлежавшие к знати (патрициям).  
Первоначально не обладали политическими правами, в отличие от патрициев. Рим пополнялся народом в результате завоеваний соседних племён и городов. И изначально пришлое население относилось к различным римским трибам. Они были учреждены по родовому признаку и отображали объединение трёх этнических компонентов: латинов, сабинов и этрусков. Полноправные члены римской общины постепенно превратились в привилегированную часть общества. Они назывались патрициями, и первоначально только они составляли «римский народ».
Впоследствии пришлое население уже не включалось в трибы, то есть не могло входить в состав древних родов и считаться «римским народом», они не могли пользоваться общинной землёй, принимать участие в религиозных обрядах. Безземельные плебеи занимались в основном ремеслом и мелкой торговлей. Некоторые из них были очень богатыми людьми. Но и бедные, и богатые плебеи перед патрициями были одинаково бесправны. Поэтому, первоначально не имея никаких прав, плебеи со временем добились права избирать так называемых плебейских трибунов, которые имели право накладывать вето на решения патрицианских магистратов. Изначально их решения были законом только среди плебеев, но в течение долгой борьбы права патрициев и плебеев были уравнены.
В середине V века до н. э. под давлением плебеев были составлены законы, записанные на 12 медных досках и выставленные на обозрение на центральной площади Рима. Стоит заметить, что в них был прописан закон, запрещающий браки между плебеями и патрициями, но он просуществовал менее года и около 445 года до н. э. благодаря усилиям народного трибуна Гая Канулея был отменён.
В начале III века до н. э. патрицианская и богатая плебейская верхушки слились в одно сословие — нобилитет, и в 287 году до н. э. был принят закон о том, что решения плебейских собраний (плебисцитов) являются обязательными для всех граждан вне зависимости от происхождения. С этого времени патриции и плебеи перестали быть различными классами. Зажиточные граждане образовали сословие всадников, а все бедные составляли плебс, включавший свободных ремесленников, крестьян и мелких торговцев.
В средневековой Европе так часто называли городскую бедноту.